# Džabal aš-Šánabí
Džabal aš-Šánabí (arabsky جبل الشعانبي) je se svou nadmořskou výškou 1544 metrů nejvyšší horou Tuniska. Nachází se asi 17 km severovýchodně od města al-Kasrajn poblíž hranic s Alžírskem a pokrývá ho borový les.